# Ruth Klára
Ruth Klára (Nagyvárad, 1906-?) költő.

## Életútja
Már tizenhét évesen jelentkezett verseivel a helyi lapokban és a Pásztortűzben. Magántisztviselő. Az 1920-as évek végén az Amerikai Egyesült Államokban telepedett le. Első verskötetének előszavában így ír róla P. Gulácsy Irén: „Vajon kell-e, szabad-e magyarabb, analizáló sorok kemény kartonjával öveznem az istenáldotta bokrétát, azt a nyaláb friss tavaszi ígéretet, lenge poézist, melyet kicsi asszonytársam, Ruth Klára olyan válogatás nélkül, ösztönös bátorsággal ragadott ölre, és visz valami csudalátó szemmel megsejtett távoli céldomb felé?” Verseinek elomló líraiságát második kötetében határozottabb céltudatosság váltja fel.

## Művei
Önálló kötetei: 
- Tovább (P. Gulácsy Irén előszavával, Göllner Elemér szecessziós ízlésű címlapjával, Nagyvárad, 1923)
- Ó Caesar, kis gladiátorod köszönt (Nagyvárad, 1926)